# Прокопович Володимир Флорович
Прокопович Володимир Флорович (15 липня 1865, село Нобель, Пінський повіт, Мінська губернія, Російська імперія — ?) — підполковник ветеринарної служби Армії УНР.

## Біографія
Народився у селі Нобель Пінського повіту Мінської губернії.
Закінчив Мінську духовну семінарію (у 1886 році), Варшавський ветеринарний інститут (у 1892 році). З 1895 року працював ветеринарний лікарем Новогрудського повіту. З 15 січня 1916 року — у розпорядженні головної військово-ветеринарної управи Мінського військового округу. 2 березня 1918 року був звільнений з військової служби.
З 8 вересня 1918 року — молодший ветеринарний лікар 5-го кінного Кінбурнського полку Армії Української Держави, згодом — Дієвої Армії УНР.
З 11 квітня 1919 року — ветеринарний лікар 27-го кінного Чортомлицького полку Дієвої Армії УНР. 17 травня 1919 року був переведений до 29-го кінного дієвого полку Дієвої Армії УНР. З 4 липня 1919 року — ветеринарний лікар 1-го кінного ім. М. Залізняка полку Дієвої Армії УНР. З 25 серпня 1919 року — помічник начальника мобілізаційного відділу Головного військово-ветеринарного управління Військового міністерства УНР. З 13 листопада 1919 року — старший ветеринарний лікар Спільної юнацької школи.
З 1 лютого 1920 року — в. о. начальника базисного військово-ветеринарного аптечного склепу (складу) Військового міністерства УНР. З 11 квітня 1920 року — дивізійний ветеринарний лікар 2-ї (згодом — 3-ї Залізної) дивізії Армії УНР.
У 1920-х рр. жив в еміграції у Польщі.
Подальша доля невідома.